# Autoroute A9 (Autriche)
Pour les articles homonymes, voir A9.
L'autoroute autrichienne A9 (en allemand : Pyhrn Autobahn (A9) ou Autoroute de Pyhrn) est un axe autoroutier situé en Autriche, qui relie Linz à Graz et se prolonge vers la  frontière entre l'Autriche et la Slovénie pour devenir l'Autoroute slovène A1.